# المپیک تابستانی ۱۹۰۰
المپیک تابستانی ۱۹۰۰ (به فرانسوی: Les Jeux olympiques d'été de ۱۹۰۰)، که امروزه به‌صورت رسمی با عنوان بازی‌های المپیاد II شناخته می‌شود، یک رویداد چندورزشی بین‌المللی می‌باشد که در سال ۱۹۰۰ در پاریس، فرانسه برگزار شد. در این بازی‌ها مراسم افتتاحیه و اختتامیه برگزار نشد. رقابت‌ها از ۱۴ مه آغاز گردید و در ۲۸ اکتبر به پایان رسید.
این بازی‌ها به عنوان بخشی از نمایشگاه جهانی ۱۹۰۰ برگزار گردید. در مجموع ، ۹۹۷ شرکت کننده در ۱۹ رشتهٔ ورزشی گوناگون شرکت کردند. بسیاری از ورزشکاران، از جمله برخی از آن‌ها که قهرمان مسابقات شدند، نمی‌دانستند که در بازی‌های المپیک به رقابت پرداخته‌اند. زنان برای نخستین بار در این بازی‌ها شرکت کردند و ملوان الن دو پورتالس، زادهٔ هلن باربی در شهر نیویورک، نخستین قهرمان زن المپیک شد. تصمیم مبنی بر برگزاری مسابقات در روز یکشنبه، اعتراض بسیاری از ورزشکاران آمریکایی، که به نمایندگی از کالج‌های خود سفر کرده بودند را دربرداشت که انتظار داشتند در روز استراحت مذهبی خود رقابت نکنند.
در کنفرانس سوربن در سال ۱۸۹۴، پیر دو کوبرتن پیشنهاد داد که بازی‌های المپیک در سال ۱۹۰۰ باید در پاریس برگزار شود. نمایندگان این کنفرانس تمایلی به انتظار شش ساله نداشتند و برای برگزاری نخستین دورهٔ بازی‌ها در سال ۱۸۹۶ لابی کردند. تصمیم بر این شد که آتن میزبانی نخستین دورهٔ بازی‌ها را بر عهده داشته باشد و میزبانی دومین دوره به پاریس سپرده شود.
بیشتر برندگان در سال ۱۹۰۰ مدال دریافت نکردند، اما به آن‌ها جام داده شد. افراد حرفه‌ای در شمشیربازی به رقابت پرداختند و به آلبر آیا (فرانسه)، قهرمان رویداد اپه در بخش آماتورها و مسترز، ۳۰۰۰ فرانک جایزه داده شد.
برخی از رویدادها تنها باری بود که در تاریخ این رقابت‌ها انجام شدند، از جمله اتومبیل‌رانی، موتورسواری، کریکت، کروکت، پیلوتای باسکی و شنای ۲۰۰ متر با مانع. همچنین این دوره، تنها دوره‌ای در تاریخ بازی‌های المپیک بود که از حیوانات زنده (کبوتر) به عنوان هدف در رویداد تیراندازی استفاده شد.
۷۲٪ ورزشکاران از کشور میزبان، فرانسه بودند (۷۲۰ نفر از ۹۹۷ نفر) و این کشور بیشترین تعداد مدال طلا، نقره و برنز را از آن خود کرد. ورزشکاران آمریکا نیز در مجموع بیشترین عنوان دومی را به دست آوردند، در حالی که کمتر از ۸٪ از ورزشکاران شرکت کننده (۷۵ ورزشکار از ۹۹۷ ورزشکار) از این سرزمین بودند.
این تنها بازی های المپیک تابستانی تا کنون است که در یک سال عادی (غیر کبیسه) برگزار شد. بار بعدی که چنین حالتی رخ می دهد سال 2100 خواهد بود.
از مظفرالدین شاه قاجار به عنوان مهمان ویژه این دوره از مسابقات یاد می شود.

## مکان‌های میزبان
از ۱۴ مکان برای میزبانی ۲۰ ورزش در المپیک تابستانی ۱۹۰۰ استفاده شد.
| میزبان                            | ورزش‌ها                                                | ظرفیت       | منبع.             |
| --------------------------------- | ----------------------------------------------------- | ----------- | ----------------- |
| منطقه ۷ پاریس (Place de Breteuil) | سوارکاری                                              | فهرست نشده. | [ ۶ ]             |
| پارک بولونی                       | کروکت، چوگان، طناب‌کشی                                 | فهرست نشده. | [ ۷ ] [ ۸ ] [ ۹ ] |
| پارک ونسن                         | تیراندازی با کمان                                     | فهرست نشده. | [ ۱۰ ]            |
| بولونی-بیانکور                    | تیراندازی                                             | فهرست نشده. | [ ۶ ]             |
| کومپین                            | گلف                                                   | فهرست نشده. | [ ۱۱ ]            |
| RCF پاریس                         | دو و میدانی                                           | فهرست نشده. | [ ۱۱ ]            |
| لو آور                            | قایقرانی بادبانی                                      | فهرست نشده. | [ ۶ ]             |
| مویلان-ان-ایولین                  | قایقرانی بادبانی                                      | فهرست نشده. | [ ۱۲ ]            |
| نویی-سور-سن                       | پیلوتای باسکی                                         | فهرست نشده. | [ ۱۳ ]            |
| پوتو                              | تنیس                                                  | فهرست نشده. | [ ۱۴ ]            |
| ساتوری                            | تیراندازی                                             | فهرست نشده. | [ ۶ ]             |
| سن                                | روئینگ، شنا، و واترپلو                                | فهرست نشده. | [ ۱۵ ]            |
| پارک تویلری                       | شمشیربازی                                             | فهرست نشده. | [ ۶ ]             |
| ورزشگاه ولودروم دو ونسن           | کریکت، دوچرخه‌سواری، فوتبال، ژیمناستیک و راگبی ۱۵ نفره | فهرست نشده. | [ ۱۶ ]            |

## ورزش‌ها
- ورزش‌های آبی
  -  شنا (۷)
  -  واترپلو (۱)
- تیراندازی با کمان (۶)
- دو و میدانی (۲۳)
- پیلوتای باسکی (۱)
- کریکت (۱)
- کروکت (۳)
- دوچرخه‌سواری (۲)
- سوارکاری (۳)
- شمشیربازی (۷)
- فوتبال (۱)
- گلف (۲)
- ژیمناستیک (۱)
- چوگان (۱)
- روئینگ (۴)
- راگبی ۱۵ نفره (۱)
- قایقرانی بادبانی (۷)
- تیراندازی (۹)
- تنیس (۴)
- طناب‌کشی (۱)

## کشورهای شرکت کننده
بر اساس سندی از کمیته بین‌المللی المپیک (IOC) ۲۴ کشور ورزشکاران خود را به این رویداد اعزام کردند. با این حال تحقیقات امروزی نشان می‌دهد که ورزشکاران ۲۸ کشور زیر در این بازی‌ها شرکت کرده‌اند:
| کمیته‌های ملی المپیک شرکت کننده |
| --- |
| - آرژانتین (۱) - استرالیا (۲) - اتریش (۱۳) - بلژیک (۷۸) - بوهم (۷) - کانادا (۲) - کوبا (۱) - دانمارک (۱۳) - فرانسه (۷۲۰) (میزبان) - آلمان (۷۶) - بریتانیای کبیر (۱۰۲) - یونان (۳) - هائیتی (۲) - مجارستان (۲۰) - هند (۱) - ایران (۱) - ایتالیا (۲۴) - لوکزامبورگ (1) - مکزیک (۴) - هلند (۲۹) - نروژ (۷) - پرو (۱) - رومانی (۱) - امپراتوری روسیه (۴) - اسپانیا (۸) - سوئد (۱۰) - سوئیس (۱۸) - ایالات متحده آمریکا (۷۵) |

همچنین برخی منابع از ورزشکاران کشورهای زیر نیز به عنوان ورزشکاران شرکت کننده در این بازی‌ها یاد کرده‌اند.
- برزیل[۲۰]
- کلمبیا[۲۱]
- نیوزیلند[۲۲]

دیگر کشورهای امروزی را می‌توان به نوعی شرکت کننده در این بازی‌ها به حساب آورد. ورزشکارانی از الجزایر، کرواسی، ایرلند، لهستان و اسلواکی در این بازی‌ها به رقابت پرداختند اما اما هیچ‌کدام از این کشورها در آن زمان مستقل نبودند. الجزایر بخشی از فرانسه بود و چهار ورزشکار ژیمناستیک را که در این مسابقات برای کشور فرانسه به رقابت پرداختند را اعزام کرد. کشور جمهوری ایرلند در آن زمان بخشی از بریتانیا بود و ورزشکارانی از این سرزمین در رقابت‌های دو و میدانی، چوگان، قایقرانی و تنیس شرکت کردند. یک شمشیرباز از کرواسی به نمایندگی از اتریش، یک شمشیرباز از لهستان برای روسیه و یک زوج از اسلواکی برای مجارستان در این رویداد به رقابت پرداختند.

### شمار ورزشکاران با کمیته‌های ملی المپیک
مفهوم «تیم‌های ملی» منتخب توسط کمیته‌های ملی المپیک در این مقطع زمانی وجود نداشت.
| IOC   | کشور                | ورزشکاران |
| ----- | ------------------- | --------- |
| FRA   | فرانسه              | ۷۲۰       |
| GBR   | بریتانیای کبیر      | ۱۰۲       |
| BEL   | بلژیک               | ۷۸        |
| GER   | آلمان               | ۷۶        |
| USA   | ایالات متحده آمریکا | ۷۵        |
| NED   | هلند                | ۲۹        |
| ITA   | ایتالیا             | ۲۴        |
| HUN   | مجارستان            | ۲۰        |
| SUI   | سوئیس               | ۱۸        |
| AUT   | اتریش               | ۱۳        |
| DEN   | دانمارک             | ۱۳        |
| SWE   | سوئد                | ۱۰        |
| ESP   | اسپانیا             | ۸         |
| BOH   | بوهم                | ۷         |
| NOR   | نروژ                | ۷         |
| MEX   | مکزیک               | ۴         |
| RUS   | روسیه               | ۴         |
| GRE   | یونان               | ۳         |
| AUS   | استرالیا            | ۲         |
| CAN   | کانادا              | ۲         |
| HAI   | هائیتی              | ۲         |
| ARG   | آرژانتین            | ۱         |
| CUB   | کوبا                | ۱         |
| IND   | هند                 | ۱         |
| IRI   | ایران               | ۱         |
| LUX   | لوکزامبورگ          | ۱         |
| PER   | پرو                 | ۱         |
| ROM   | رومانی              | ۱         |
| مجموع | ۱۲۲۴                |           |

## جدول مدال‌ها

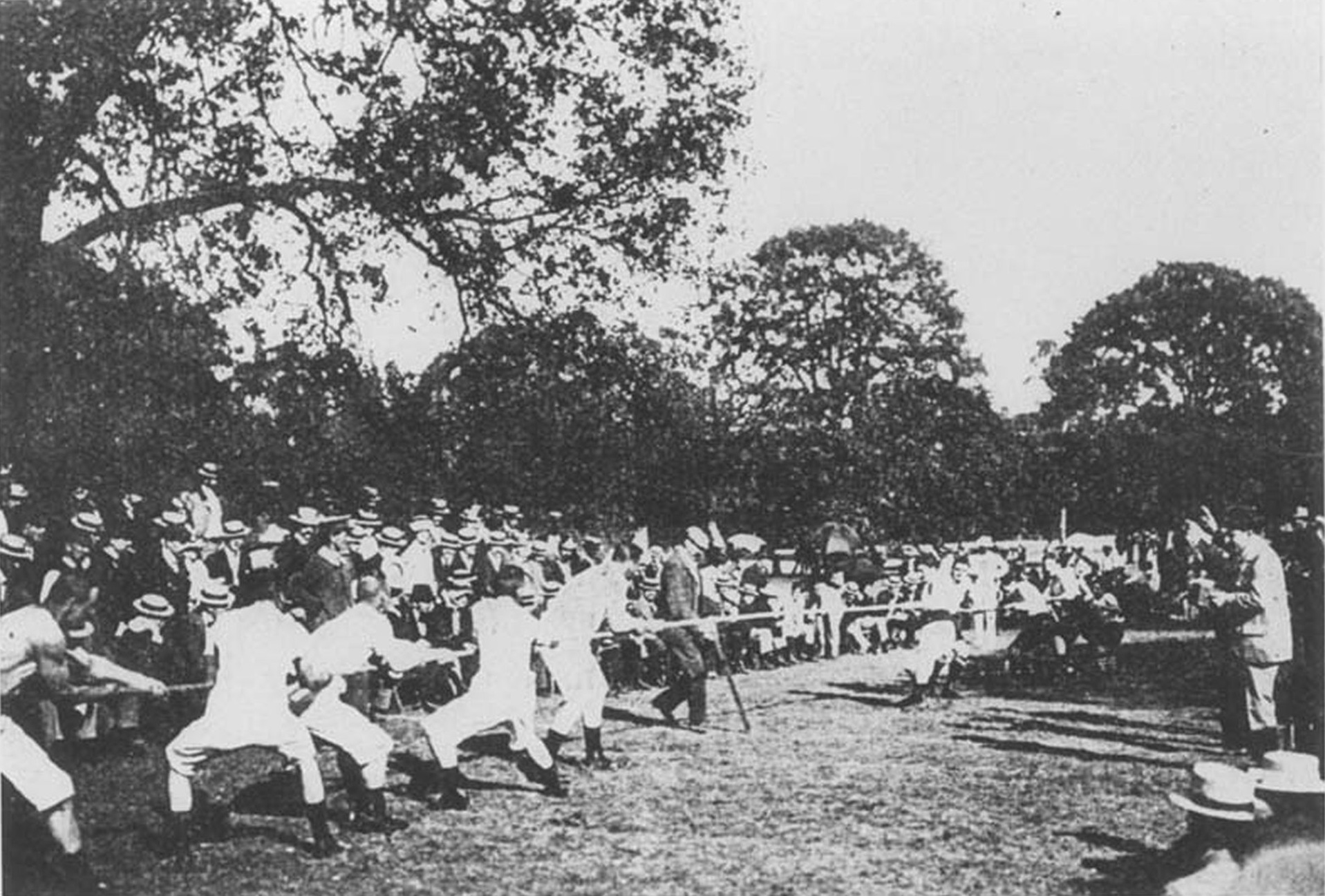
تیمی متحد که از ورزشکاران سوئد و دانمارک تشکیل شده بود، با شکست دادن تیم فرانسه به مدال طلای مسابقات طناب‌کشی دست یافت.

کشور میزبان (فرانسه)

      نخستین مدال به دست آورده
| رتبه                        | کشور                        | طلا | نقره | برنز | مجموع |
| --------------------------- | --------------------------- | --- | ---- | ---- | ----- |
| ۱                           | فرانسه (FRA)                | ۲۹  | ۴۴   | ۳۹   | ۱۱۲   |
| ۲                           | ایالات متحده آمریکا (USA)   | ۱۹  | ۱۴   | ۱۵   | ۴۸    |
| ۳                           | بریتانیای کبیر (GBR)        | ۱۶  | ۷    | ۹    | ۳۲    |
| ۴                           | بلژیک (BEL)                 | ۶   | ۵    | ۵    | ۱۶    |
| ۵                           | تیم مختلط (ZZX)             | ۶   | ۳    | ۳    | ۱۲    |
| ۶                           | سوئیس (SUI)                 | ۶   | ۲    | ۱    | ۹     |
| ۷                           | آلمان (GER)                 | ۴   | ۳    | ۲    | ۹     |
| ۸                           | ایتالیا (ITA)               | ۳   | ۲    | ۰    | ۵     |
| ۹                           | استرالیا (AUS)              | ۲   | ۰    | ۳    | ۵     |
| ۱۰                          | دانمارک (DEN)               | ۱   | ۳    | ۲    | ۶     |
| ۱۱                          | مجارستان (HUN)              | ۱   | ۲    | ۲    | ۵     |
| ۱۲                          | کوبا (CUB)                  | ۱   | ۱    | ۰    | ۲     |
| ۱۳                          | کانادا (CAN)                | ۱   | ۰    | ۱    | ۲     |
| ۱۴                          | اسپانیا (ESP)               | ۱   | ۰    | ۰    | ۱     |
| ۱۵                          | اتریش (AUT)                 | ۰   | ۳    | ۳    | ۶     |
| ۱۶                          | نروژ (NOR)                  | ۰   | ۲    | ۳    | ۵     |
| ۱۶                          | هلند (NED)                  | ۰   | ۲    | ۳    | ۵     |
| ۱۸                          | هند (IND)                   | ۰   | ۲    | ۰    | ۲     |
| ۱۹                          | بوهم (BOH)                  | ۰   | ۱    | ۱    | ۲     |
| ۲۰                          | مکزیک (MEX)                 | ۰   | ۰    | ۱    | ۱     |
| ۲۰                          | سوئد (SWE)                  | ۰   | ۰    | ۱    | ۱     |
| مجموع (۲۱ کمیته ملی المپیک) | مجموع (۲۱ کمیته ملی المپیک) | ۹۶  | ۹۶   | ۹۴   | ۲۸۶   |

1. 1 2 3 4 5 6 7 8  همچنین در تیم متحد نیز ورزشکارانی از این کشور رقابت کردند و مدال گرفتند. این مدال‌ها در جدول برای «تیم متحد» (ZZX) درج شده‌است.

## نگارخانه

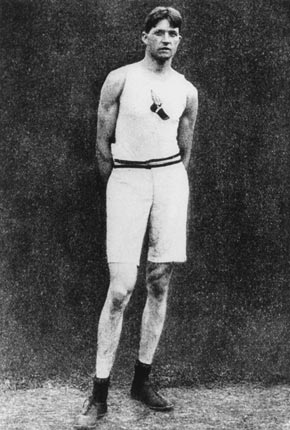
ری اوری برنده مدال طلا پرش ارتفاع
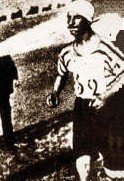
میشل تیاتو برنده مدال طلا دو ماراتن
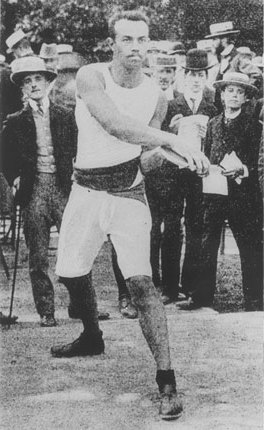
رودولف باور برنده مدال طلا پرتاب دیسک
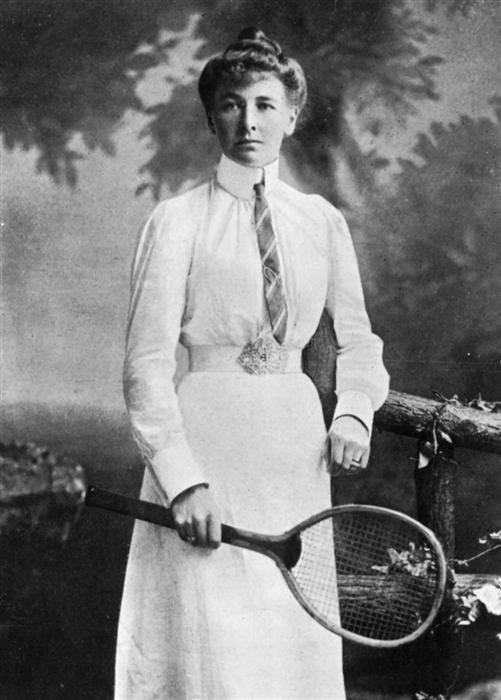
شارلوت کوپر برنده مدال طلا تنیس انفرادی زنان و دونفره مختلط
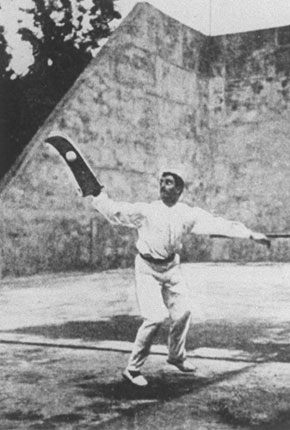
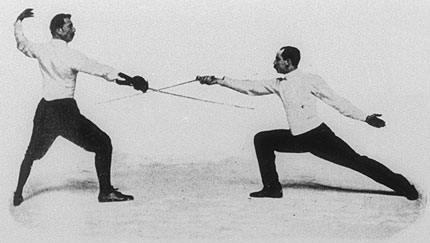
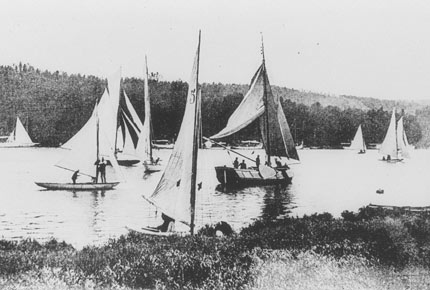
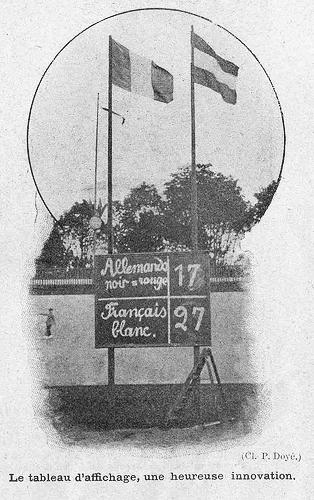
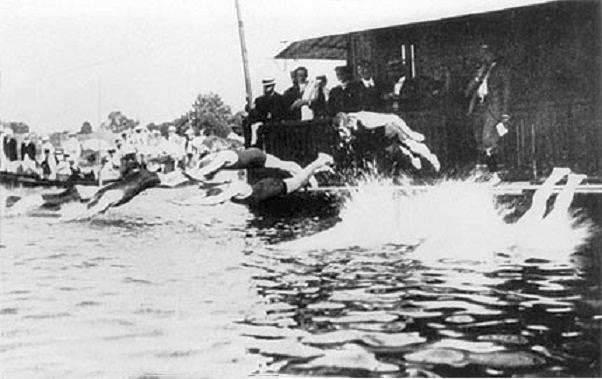
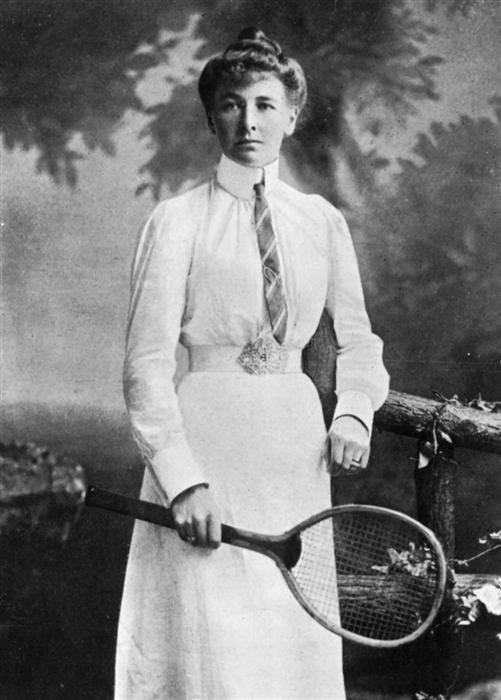
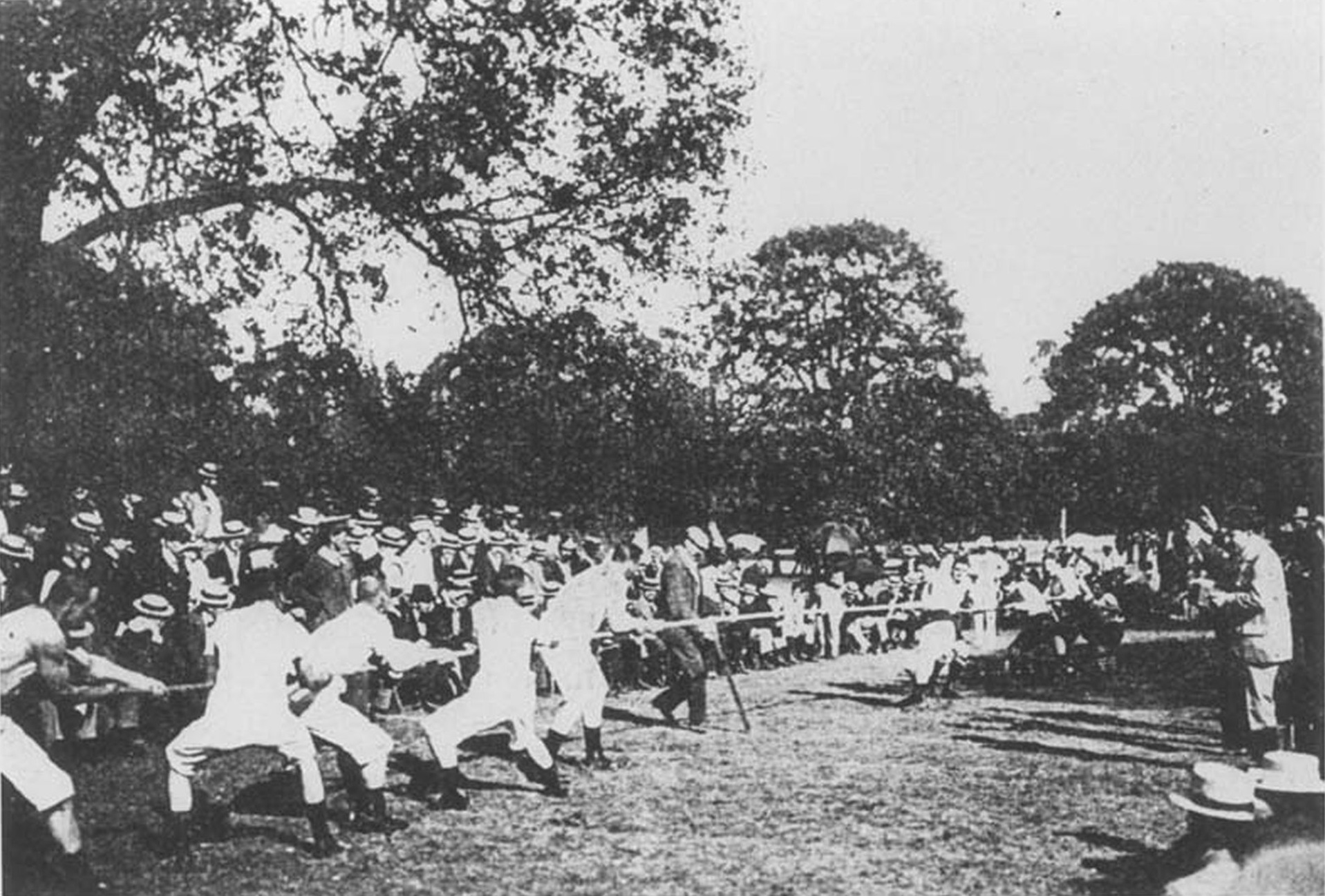